# Dardan Rexhepi
Dardan Rexhepi (* 16. Januar 1992 in Priština, SFR Jugoslawien) ist ein kosovarisch-schwedischer Fußballspieler. Nachdem der Stürmer, der mit Malmö FF zweimal den schwedischen Meistertitel gewann, die schwedischen Juniorennationalmannschaften durchlaufen hatte, debütierte er 2014 für die zu diesem Zeitpunkt nicht anerkannte kosovarische Auswahlmannschaft.

## Werdegang
Der Anfang der 1990er Jahre mit seiner Familie nach Schweden gekommene Rexhepi spielte in seiner Jugend zunächst bei Eslövs BK und Lunds BK. 2009 wechselte er in den Nachwuchsbereich von Malmö FF. 2010 debütierte er für den Klub in der Allsvenskan, bis zum Ende der Spielzeit 2010 trug er in zehn Ligaeinsätzen zum Gewinn des Meistertitels bei und spielte sich parallel in die schwedische U-19-Nationalmannschaft. Während er auch in den folgenden Spielzeiten hauptsächlich als Einwechselspieler zum Zug kam, hielt er sich in der Auswahlmannschaft und debütierte Anfang 2011 in der schwedischen U-21-Nationalauswahl. Beim erneuten Gewinn des Meistertitels in der Spielzeit 2013 stand er im Schatten von Magnus Eriksson, Tokelo Rantie und dem im Sommer zusätzlich verpflichteten Guillermo Molins. Letztlich bestritt er nur sechs seiner 17 Saisonspiele von Beginn an.
Vor Beginn der Spielzeit 2014 wechselte Rexhepi innerhalb der Allsvenskan zum Stockholmer Klub IF Brommapojkarna, wo er einen Zwei-Jahres-Vertrag unterzeichnete. Unter Trainer Stefan Billborn, dem sein ehemaliger Jugendtrainer aus Malmöer Zeiten Patrick Winqvist assistierte, stand er auf Anhieb in der Stammformation. Wenngleich er mit dem Klub von Anfang an gegen den Abstieg spielte, erreichte die Mannschaft unterstützt mit zwei Toren gegen Crusaders FC erstmals in ihrer Geschichte die dritte Qualifikationsrunde in der UEFA Europa League 2014/15. Zuvor hatte er im Mai für die kosovarische Auswahlmannschaft debütiert, als diese trotz eines Tores von Albert Bunjaku mit einer 1:6-Niederlage deutlich gegen die Türkei verlor.